# Zuiderstrandtheater

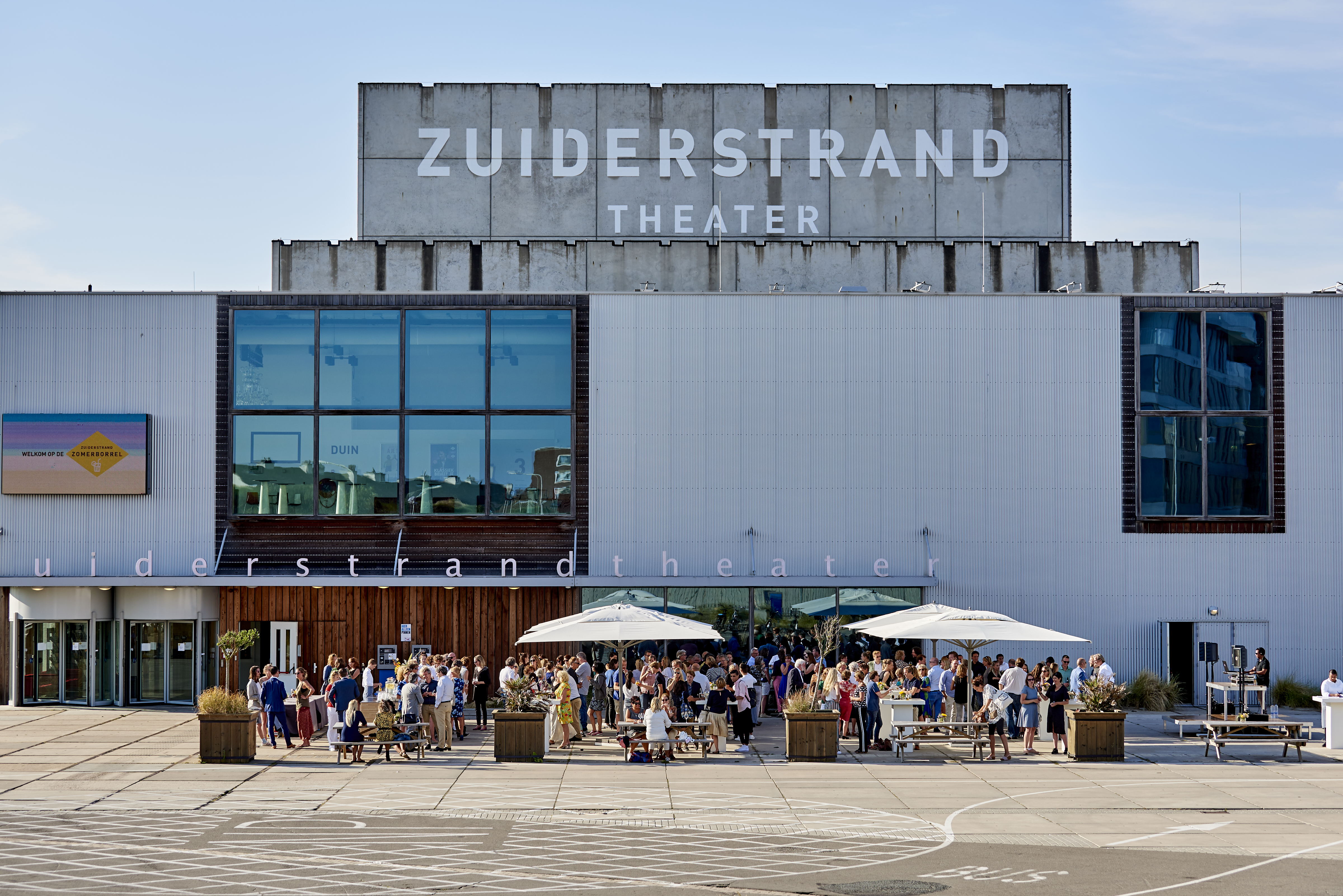
Zuiderstrandtheater (2018)

Het Zuiderstrandtheater  was de tijdelijke vervanging van de Dr. Anton Philipszaal en het Lucent Danstheater van medio 2015 tot medio 2021. Het stond tijdens het gebruik bij de Houtrustweg in de wijk Norfolk in het stadsdeel Scheveningen (aan de haven tegen de duinrand) in Den Haag. Het theaterpand dient verplaatst of  gesloopt te worden.

## Gebruik

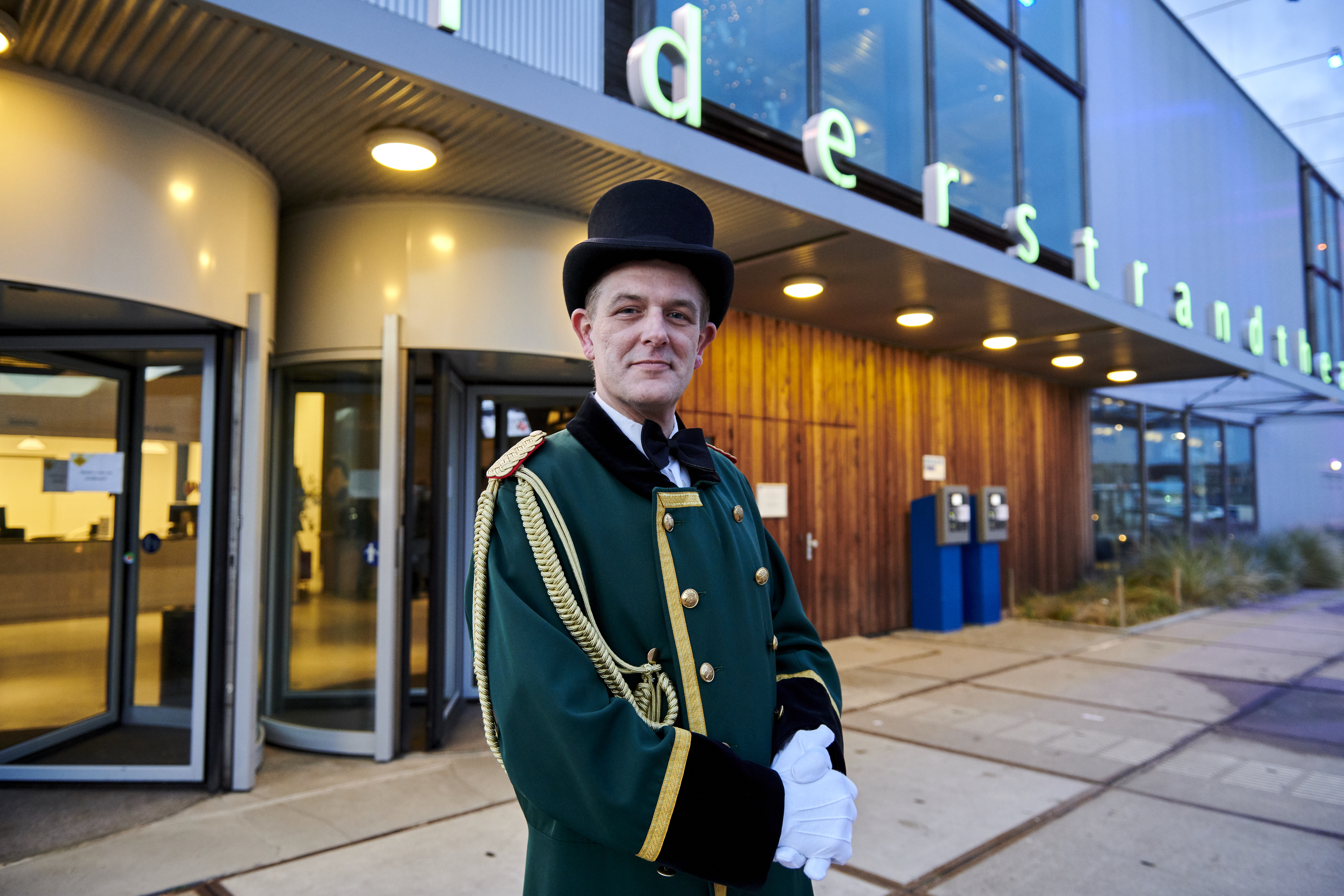
Zuiderstrandtheater (2017)

Stichting Dans- en Muziekcentrum Den Haag (DMC) is op 1 januari 2013 ontstaan uit een samengaan van de voormalige stichtingen "Exploitatie Muziekcentrum en Danstheater" en "Gastprogrammering". DMC exploiteerde en programmeerde tot 1 juli 2015 de Dr. Anton Philipszaal en het Lucent Danstheater.
Eerder al (sinds 1 september 2014) kwam daar de verantwoordelijkheid voor het Zuiderstrandtheater bij. Van september 2015 tot juni 2021 vonden daar de voorstellingen en concerten plaats die voorheen werden gegeven in de zalen aan het Spuiplein. Deze voorstellingen vinden vanaf september 2021 plaats in het nieuwe onderwijs- en cultuurcomplex Amare, dat is gebouwd aan het Spuiplein, op onder meer de plek van bovengenoemde zalen.

## Hergebruik
Het Zuiderstrandtheater was het tijdelijke podium voor het Nederlands Dans Theater, het Residentie Orkest en de stichting Dans- en Muziekcentrum Den Haag, totdat Amare, het nieuwe onderwijs - en cultuurcomplex in 2021 gereed kwam. Daarop zocht de gemeente Den Haag naar een koper die het tijdelijk bedoeld pand bij de wijk Norfolk zou willen demonteren om het elders opnieuw op te bouwen. De gemeente hoopt in april 2022 bekend te maken of dit haalbaar is. Het gebouw moet voor 2023 van de huidige locatie in Scheveningen verdwenen zijn.

#### Oss
De gemeenteraad van Oss is positief om het gebouw te verplaatsen en in gebruik te nemen als theater De Lievekamp. Eind 2022 moet het haalbaarheidsonderzoek zijn afgerond. Al in juli besloot de gemeenteraad tot koop van het gebouw, voor ruim een miljoen euro.